# Praia de Santo Antônio de Lisboa

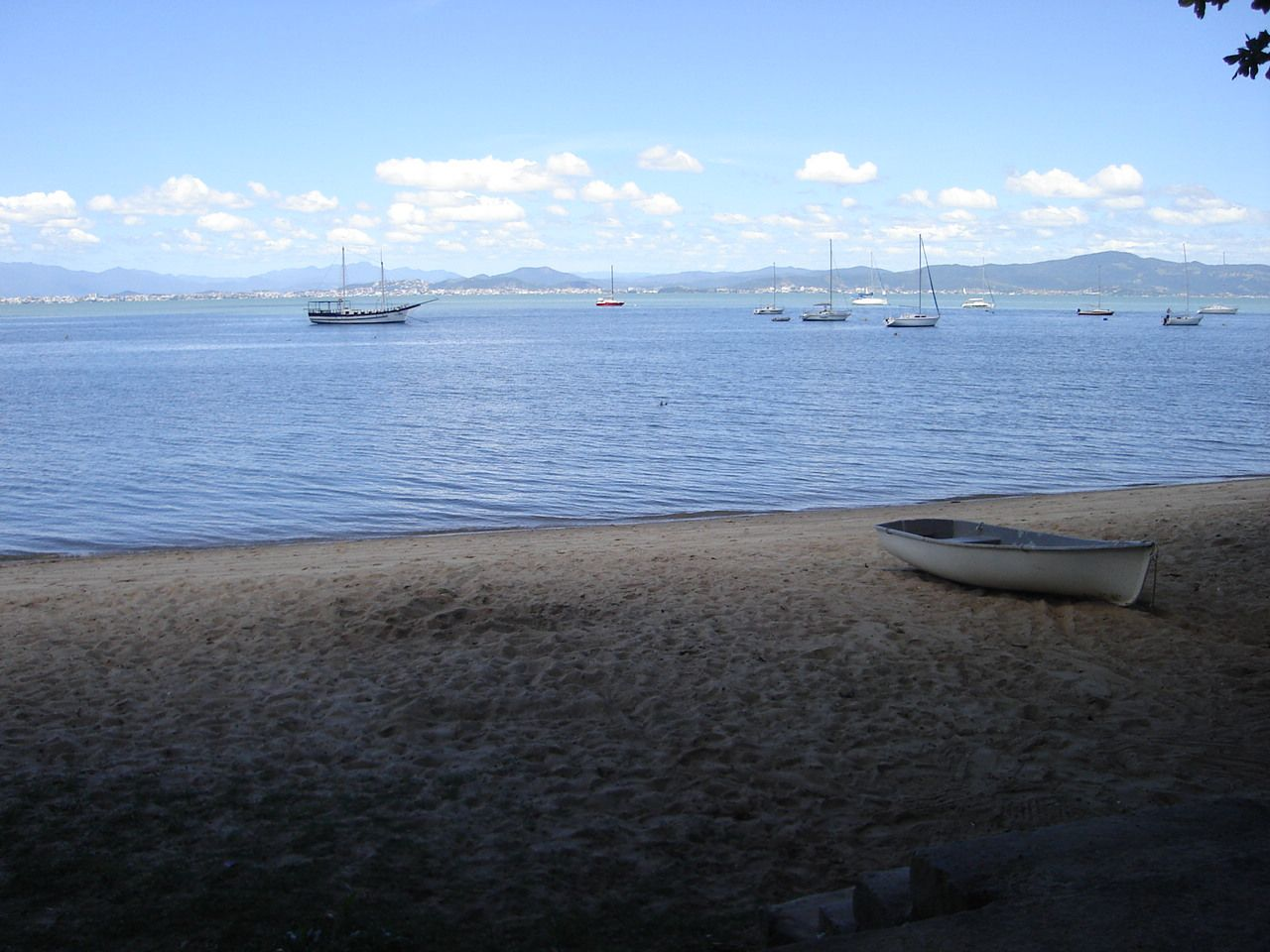
Vue de la plage de Santo Antônio de Lisboa.

Praia de Santo Antônio de Lisboa est une plage de la municipalité de Florianópolis, au Brésil. Elle se situe au nord-ouest de l'île, sur les rivages de la baie Nord. 
Située dans la localité de Santo Antônio de Lisboa, elle abrite toujours de nombreux pêcheurs et est rtrès fréquentée par les amateurs de fruits de mer.  